# Dafni Georgiou
Dafni Georgiou (* 18. August 1999 in Larnaka) ist eine zyprische Leichtathletin, die sich auf den 100-Meter-Hürdenlauf spezialisiert hat.

## Sportliche Laufbahn
Erste internationale Erfahrungen sammelte Dafni Georgiou beim Europäischen Olympischen Jugendfestival (EYOF) 2015 in Tiflis, bei dem sie mit 14,26 s in der ersten Runde über die U18-Hürden ausschied. 2017 schied sie bei den U20-Europameisterschaften in Grosseto mit 14,21 s im Vorlauf aus und im Jahr darauf siegte sie in 13,77 s bei den Meisterschaften der kleinen Staaten Europas in Schaan und kam anschließend bei den U20-Weltmeisterschaften in Tampere mit 14,06 s nicht über die erste Runde hinaus. 2019 schied sie bei den U23-Europameisterschaften im schwedischen Gävle mit 14,46 s im Vorlauf aus und 2021 wurde sie bei den Balkan-Hallenmeisterschaften in Istanbul in 8,49 s Neunte über 60 m Hürden. Im Juni gelangte sie bei den Balkan-Meisterschaften in Smederevo mit 13,57 s auf Rang zehn über 100 m Hürden und anschließend schied sie bei den U23-Europameisterschaften in Tallinn mit 13,79 s im Halbfinale aus. Im Herbst begann sie ein Studium an der Boise State University im US-Bundesstaat Idaho und im Jahr darauf erreichte sie bei den Balkan-Meisterschaften in Craiova mit 13,78 s Rang sechs. Anschließend schied sie bei den Mittelmeerspielen in Oran mit 13,56 s in der Vorrunde aus und gewann mit der zyprischen 4-mal-100-Meter-Staffel in 45,10 s die Bronzemedaille hinter den Teams aus Italien und Frankreich. 2023 wurde sie bei der 2. Liga der Team-Europameisterschaft im Rahmen der Europaspiele in Chorzów in 44,63 s Erste im B-Lauf in der 4-mal-100-Meter-Staffel, ehe sie bei den Balkan-Meisterschaften in Kraljevo in 13,15 s den fünften Platz im Hürdensprint belegte. Im Jahr darauf belegte sie bei den Balkan-Hallenmeisterschaften in Istanbul in 8,23 s den sechsten Platz über 60 m Hürden und anschließend schied sie bei den Hallenweltmeisterschaften in Glasgow mit 8,19 s in der ersten Runde aus. 2025 verpasste sie bei den Balkan-Hallenmeisterschaften in Belgrad mit 8,30 s den Finaleinzug über 60 m Hürden.
2019 wurde Georgiou zyprische Meisterin im 100-Meter-Hürdenlauf.

## Persönliche Bestzeiten
- 100 Meter Hürdenlauf: 13,09 s (+0,9 m/s), 3. Juni 2023 in Vari
  - 60 Meter Hürdenlauf (Halle): 8,11 s, 15. Februar 2023 in Belgrad